# José da Costa Sacco
José da Costa Sacco (1930–2023) was een Braziliaanse botanicus.
Hij was als hoogleraar verbonden aan Universidade Federal de Pelotas en woonde in Pelotas in Brazilië. Hij was gespecialiseerd in het geslacht Passiflora (passiebloem) en publiceerde meerdere botanische namen van passiebloemen, waaronder Passiflora edmundoi. De Braziliaanse botanicus Armando Carlos Cervi vernoemde Passiflora saccoi naar hem.

## Selectie van publicaties
- 'Identificação das principais variedades de trigo do sul do Brasil'; in: Boletim técnico do Instituto Agronómico do Sul deel 26, 1960, Instituto Agronómico do Sul, Pelotas
- 'Passifloraceae', in: A.R. Schultz (ed), Flora ilustrada do Rio Grande do Sul, pp 7-29, 1962, Instituto de Ciências Naturais, Universidade Federal do Rio Grande do Sul (UFRGS), Porto Alegre
- 'Contribuição ao estudo das Passifloraceae do Brasil: Duas novas espécies de Passiflora'; In: Sellowia No. 18, 41-46, 1966
- 'Contribuição ao estudo das Passifloraceae do Brasil: Passiflora margaritae'; in: Sellowia, 19: 59-61, 1967
- 'Passifloráceas'; in: R. Reitz (ed), Flora ilustrada catarinense, pp 1-130, 1980, Herbário Barbosa Rodrigues, Itajaí, SC
- 'Passiflora castellanosii'; in: Bradea 1 (33): 346-348, 1973
- 'Una nova especie de Passiflora da Bolívia: Passiflora pilosicorona'; in: Bradea 1 (33): 349-352, 1973